# Медаль «75 лет со дня рождения принца Хенрика»
Памятная медаль «75 лет со дня рождения принца Хенрика» (дат. Medaljen for Prins Henrik's 75-års Fødselsdag) — датская памятная медаль.
Учреждена в 2009 году в ознаменование 75-летнего юбилея супруга королевы Дании Маргрете II — принца Хенрика. Медалью были награждены члены королевской семьи, гости и придворные. Было произведено около 200 награждений.
Медаль круглая серебряная с изображением профиля королевы Маргрете II, окружённого латинской надписью MARGARETHA II REGINA DANIÆ (Маргрете II королева Дании). На оборотной стороне двойная в виде креста монограмма принца Хенрика (латинская литера H) с четырьмя коронами на концах и датами рождения и семидесятипятилетия юбиляра. Медаль носится на голубой ленте ордена Слона с закреплённой на ней серебряной коронованной монограммой принца.
Мужчины носят медаль на пятиугольной колодке на левой стороне груди. Женщины крепят медаль к ленте, сложенной в виде банта, и носят её на левом плече.